# سكوت ويمر
سكوت ويمر (بالإنجليزية: Scott Wimmer)‏ هو سائق سباق أمريكي، ولد في 26 يناير 1976 في واوسو في الولايات المتحدة.

## وصلات خارجية
- الموقع الرسمي
- سكوت ويمر على موقع Racing-Reference.info (الإنجليزية)